# 鹿又站
鹿又站（日语：／ Kanomata eki */?）是位於宮城縣石卷市，隸屬於東日本旅客鐵道（JR東日本）石卷線的鐵路車站。本站過去曾為有人站，2005年降為無人站，並由小牛田站管理。

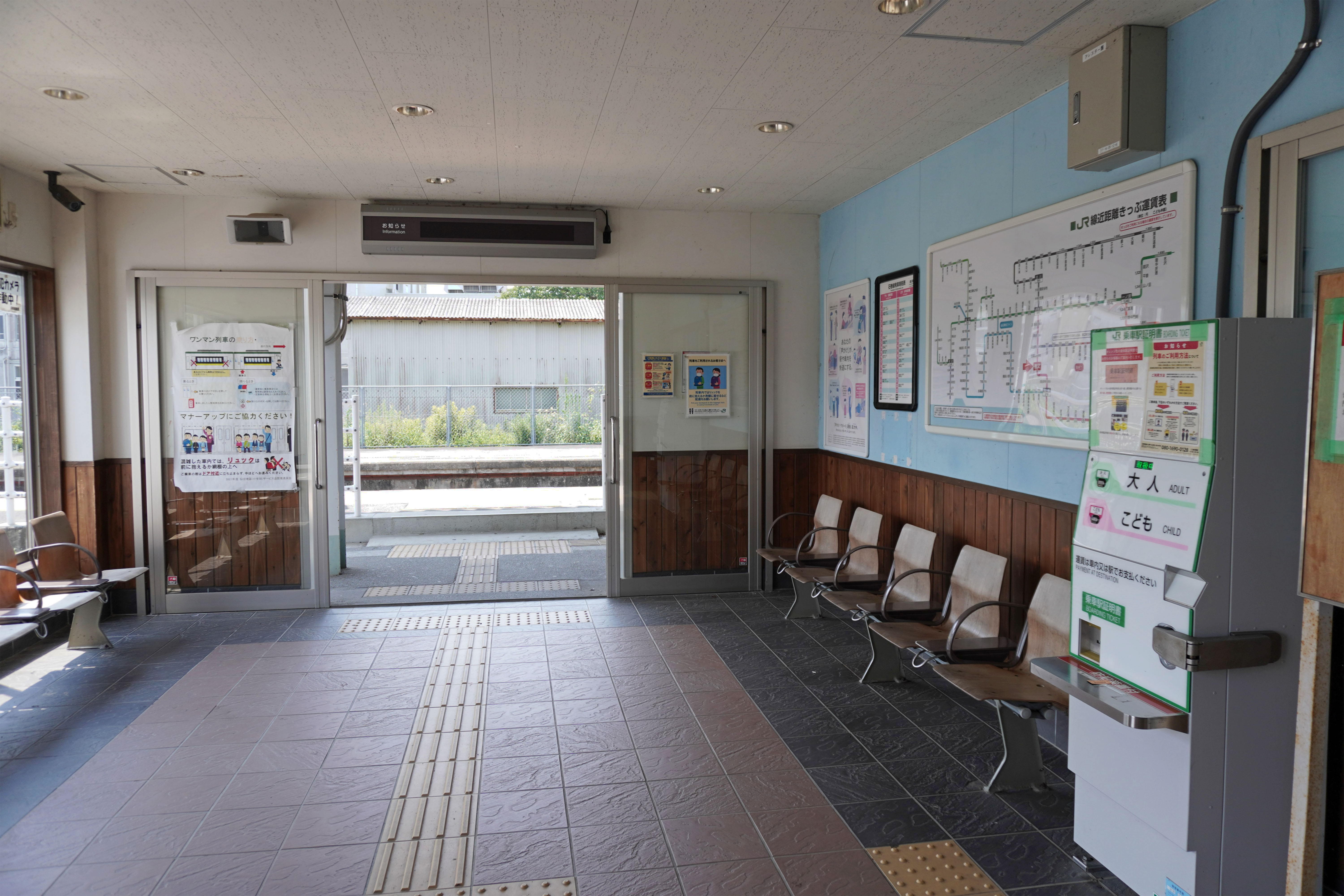
車站內部（2023年7月）

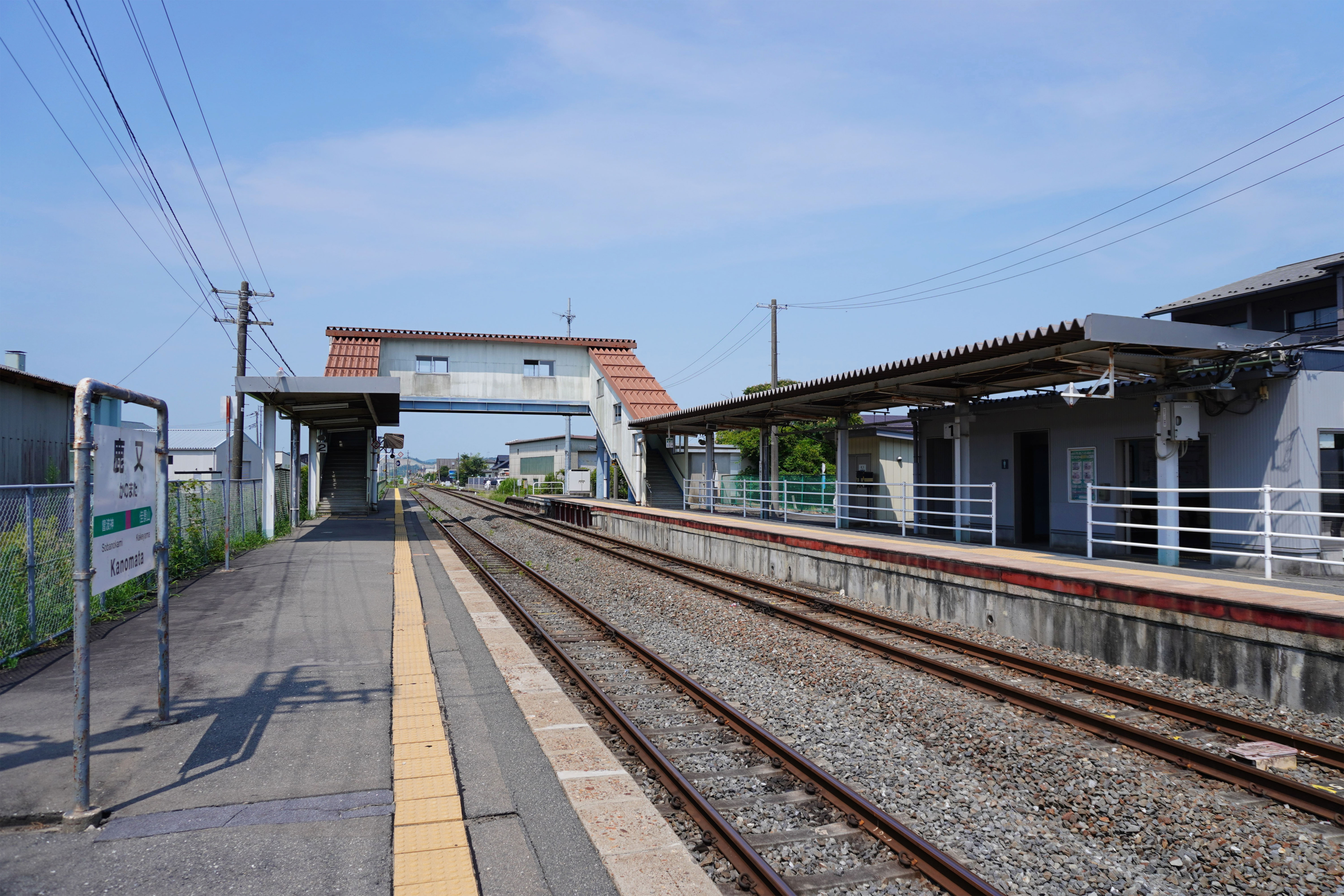
月台（2023年7月）

## 車站結構
現時使用中的為第2代站房，是以鋼筋及水泥建成的單層建築物，第1代站房原為木製單層建築物，因過於殘舊，而且降為無人站後部份空間亦未能善用。因此舊站房於2009年被拆卸，並於2010年2月興建新的站房。
新站房的面積與舊站房相約，候車大堂仍然設於車站左側，不過原來位於正面的車站玄關位，則改成為黑色全身牆壁，出入車站的門口改設於黑牆的兩側。進入車站後即為候車大堂，面積比第1代稍為縮小，但在左右兩邊仍放置多張候車座椅，右側門口的前端設有簡易式售票機。整個候車大堂加裝了冷氣系統，左側採用了全落地玻璃窗幕，而前端則為以趟門出入的開放式閘口。至於站房右側則改為月台內進入的男、女洗手間，並取代原來設於站外及月台內的2個獨立舊式洗手間。站內設有側式月台2個，提供2線2面的配置。月台間以行人天橋連接。

### 月台配置
| 月台 | 路線    | 方向 | 目的地             |
| ---- | ------- | ---- | ------------------ |
| 1    | ■石卷線 | 下行 | 石卷、女川方向     |
| 2    | ■石卷線 | 上行 | 前谷地、小牛田方向 |

## 歷史

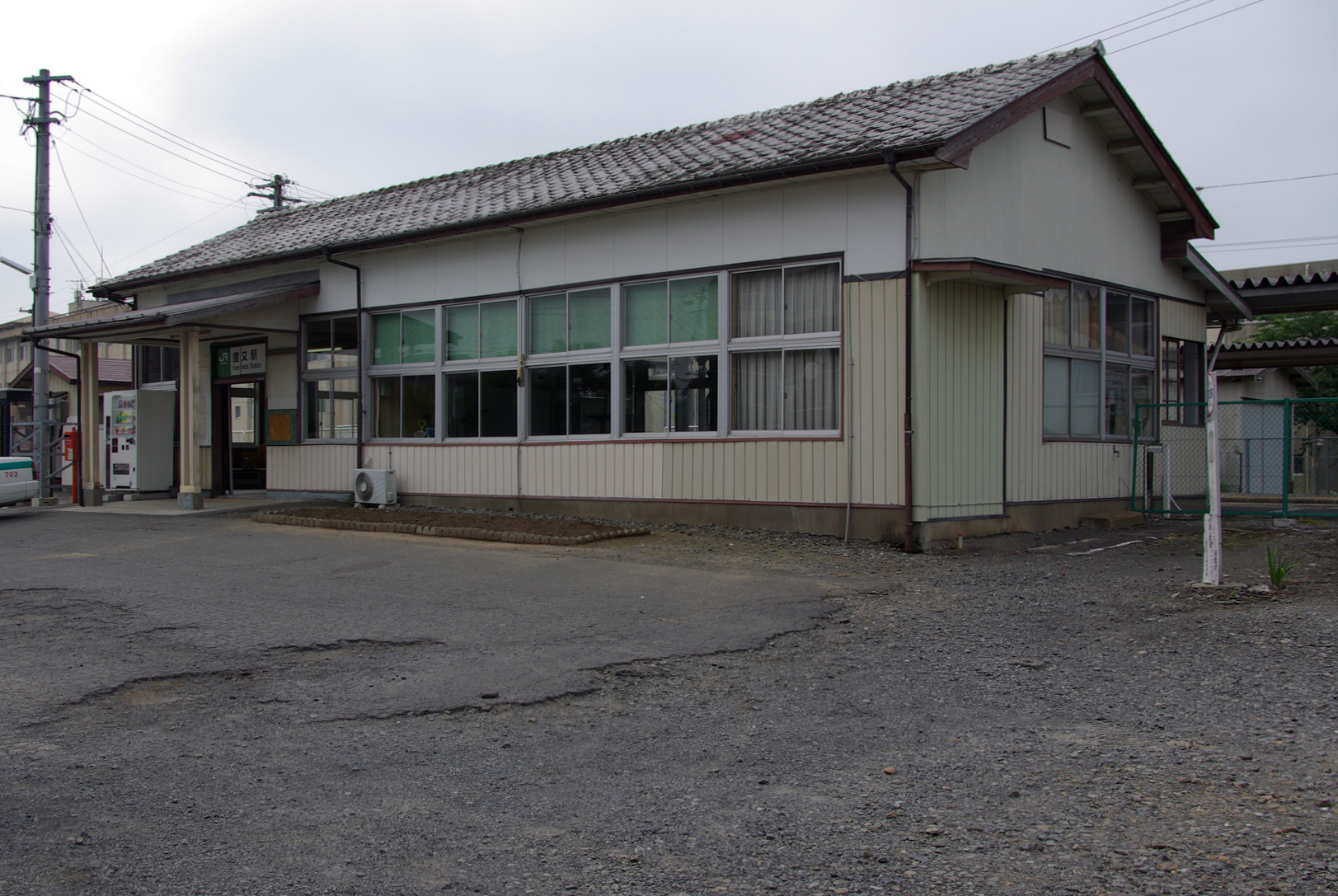
第1代木建築站房，已於2009年秋季拆卸

- 1912年10月28日：隨仙北輕便鐵道小牛田～石卷開通而開業，為中途站[3]。
- 1919年4月1日：仙北輕便鐵道國有化，變為日本國鐵車站。
- 1971年11月30日：貨物服務取消。
- 1984年2月1日：手提行李提取服務取消。
- 1987年4月1日：國鐵分割民營化，車站管理權由JR東日本繼承。
- 2005年4月1日：取消業務委託，無人化。
- 2009年秋季：第1代站舍拆卸。
- 2010年2月26日：第2代站舍落成啟用[4]。
- 2011年：

- 3月11日：發生東日本大震災，全線停止服務。
- 5月19日：前谷地站～石卷站重新開通，改為採用單票閉塞通行，因屬交匯站，暫時恢復為有職員駐守站。
- 10月14日：石卷站站內信號系統修復，重新採用CTC，職員不再駐守。

## 相鄰車站
東日本旅客鐵道
■石卷線
佳景山－鹿又－曾波神

## 外部連結
- JR東日本鹿又站官方網頁（页面存档备份，存于）（日語）
- 非官方車站介紹。（页面存档备份，存于）